# Hou Yuyang
Hou Yuyang (chinesisch 侯於杨; * 23. Dezember 2000) ist ein chinesischer Eishockeyspieler, der seit 2024 bei den Beijing Lions in der Chinesischen Eishockeyliga spielt.

## Karriere
Hou Yuyang begann seine Karriere als Eishockeyspieler bei chinesischen Nachwuchsteams, die in der United States Premier Hockey League spielten. 2019 kehrte er nach China zurück und spielte für ORG Junior Beijing in der Molodjoschnaja Chokkeinaja Liga, wurde aber auch vom China Golden Dragon in der 2. česká hokejová liga, der dritthöchsten tschechischen Spielklasse, eingesetzt. Seit 2024 steht er bei den Beijing Lions in der chinesischen Liga auf dem Eis.

### International
Für die Volksrepublik China nahm Hou Yuyang im Juniorenbereich an den U18-Weltmeisterschaften der Division II 2016 und 2018 sowie den U20-Weltmeisterschaften der Division III 2018 und der Division II 2020 teil.
Mit der Herren-Nationalmannschaft spielte der Stürmer erstmals bei der Weltmeisterschaft 2024 in Division I. Zudem nahm er auch an der Qualifikation für die Olympischen Winterspiele in Mailand 2026 teil. Mit dem Team aus dem Reich der Mitte spielte er außerdem bei der Asienmeisterschaft 2024 und den Winter-Asienspielen 2025.